# Walnut Creek (Arizona)
Pour les articles homonymes, voir Walnut Creek.
Walnut Creek est une census-designated place du comté de Mohave, dans l'État de l'Arizona, aux États-Unis. En 2020, elle compte une population de 571 habitants.